# Niebezpieczna przeprawa
Niebezpieczna przeprawa – obraz olejny polskiego malarza Józefa Brandta z 1909 roku, znajdujący się w Galerii sztuki polskiej 1800–1945 Muzeum Śląskiego w Katowicach.
Obraz, który można zaliczyć zarówno do scen myśliwskich, jak i życia ziemian, powstał prawdopodobnie jesienią 1899 roku w Orońsku, majątku artysty pod Radomiem lub w jego pracowni w Monachium. Brandt spędzał wakacje w Orońsku. Przed II wojną światową Muzeum Śląskie w Katowicach posiadało inny obraz Brandta z tej tematyki Wyjazd na polowanie. Dzieło to zaginęło. Niebezpieczną przeprawę, przedstawiającą powrót z polowania, katowiccy muzealnicy zakupili od prywatnego kolekcjonera z Kielc w 2013 roku. Zakup dofinansowało Ministerstwo Kultury i Dziedzictwa Narodowego w ramach programu „Kolekcje”. Obraz o wymiarach 49,5 × 70 cm jest sygnowany w lewym dolnym rogu: Józef Brandt / z Warszawy. Muzealny numer inwentarzowy: MŚK/SzM/952.